# 堀忠雄 (政治家)
堀 忠雄（ほり ただお、1945年6月29日 - 2023年6月29日）は、日本の政治家。元京都府和束町長（6期）。

## 来歴
京都府相楽郡和束町出身。立命館大学法学部卒業。民間会社勤務の後、和束町役場に入る。経済建設部長を経て、2001年和束町長に当選。町長を6期務める。
在職中には「日本で最も美しい村連合」に加盟し、いわゆる平成の大合併で町は揺れたが、合併はせず、独自のまちづくりを選択。近隣3町村で「広域連合」を結成し、教育委員会を統合。茶どころの町を生かした「茶源郷」構想を打ち出し、景観条例も制定した。町づくりに、町職員や町民だけでなく、他の市町村の人といった外部から意見を聞くことも重要と考え、特に女性の感覚が大いに役立つと思い、神戸女子大学や同志社女子大学などと提携した。町内の保育園や小・中学校では農業理解の教育を取り入れ、将来にわたる街づくりの環境整備にも余念がなかった。「都市部と農山村のまちづくりは異なる。生活を高めるより、人間性を高める必要がある」との信念を持った。
2023年6月29日、北海道標津町で開かれた「日本で最も美しい村」連合の総会に出席したが、同日22時50分頃、中標津町の道路を横断中に乗用車にはねられ、病院に搬送されたが、死亡が確認された。78歳没。死去に伴う町長不在となったため地方自治法の規定に伴い、同月30日付で奥田右副町長が町長職務代理者となった（任期は後任町長が選出されるまでの間）。
町長在職中は全国山村連盟、社団法人全国国土調査協会各理事、近畿国土調査推進協議会会長、財団法人和束町活性化センター理事長等を歴任した。